# Tarnawka (Łańcut)
Pour les articles homonymes, voir Tarnawka.
Tarnawka est une localité polonaise de la gmina de Markowa, située dans le powiat de Łańcut en voïvodie des Basses-Carpates.